# 新月號列車
新月號列車（英語：Crescent）是美鐵在美國東部運營的每日長途客運列車。它每天運行1,377英里（2,216公里），在紐約的賓夕法尼亞車站和新奧爾良的聯合車站之間運營，編號為19和20號。東北走廊外的主要服務站點包括阿拉巴馬州伯明翰、喬治亞州亞特蘭大以及北卡羅來納州夏洛特。
新月的大部分路線都在諾福克南部鐵路上。它是可追溯到1891年的眾多線路的後繼者，並於1970年由諾福克南方鐵路公司的前身南方鐵路公司以目前的形式首次推出。
新月號列車通過十二個州和哥倫比亞特區，比任何其他美鐵路線都要多。它是美鐵在東部第三長的路線，僅次於通往佛羅里達的銀色流星號列車和銀星號列車。
2018財年，新月號載客274,807人次，比上年增長6.2%。該列車在2016財年的總收入為29,505,818美元，比2015財年下降5.8%。